# Džemal Bošnjak
Džemal Bošnjak (ur. 23 maja 1985) – bośniacki bokser, brązowy medalista igrzysk śródziemnomorskich w Mersinie.

## Kariera amatorska
W 2013 r. zdobył brązowy medal na igrzyskach śródziemnomorskich w Mersin. W pierwszej walce, w ćwierćfinale pokonał na punkty (3:0) Syryjczyka Ala Adih-Ghossouna. Udział zakończył na półfinale, przegrywając w swoim drugim pojedynku z reprezentantem Francji Abdelkaderem Bouhenią. 
Trzykrotnie był uczestnikiem mistrzostw świata w boksie (2009, 2011, 2013).